# Pat Danner
Patsy Ann Danner wcześniej Patsy Ann Berrer (ur. 13 stycznia 1934 w Louisville) – amerykańska polityczka, członkini Partii Demokratycznej.

## Działalność polityczna
Od 1983 zasiadała w stanowym Senacie Missouri, a następnie od 3 stycznia 1993 do 3 stycznia 2001 przez cztery kadencje była przedstawicielką 6. okręgu wyborczego w stanie Missouri w Izbie Reprezentantów Stanów Zjednoczonych.